# Tyromyces vivii
Tyromyces vivii är en svampart som tillhör divisionen basidiesvampar, och som beskrevs av Homble och Leif Ryvarden. Tyromyces vivii ingår i släktet Tyromyces, och familjen Polyporaceae. Arten har ej påträffats i Sverige.